# Mark Henrich
Markus Antonius « Mark » Henrich  (né le 22 juillet 1961 à Attendorn) est un athlète allemand spécialiste du 400 mètres et du 4 × 400 m.

## Carrière

### Palmarès
| Date | Compétition                    | Lieu   | Résultat | Performance   |
| ---- | ------------------------------ | ------ | -------- | ------------- |
| 1987 | Championnats d'Europe en salle | Liévin | 5e       | 47 s 42       |
| 1987 | Championnats du monde          | Rome   | 4e       | 2 min 59 s 96 |
| 1988 | Jeux olympiques d'été          | Séoul  | 3e       | 3 min 00 s 56 |

### Records
| Épreuve    | Performance | Lieu | Date |
| ---------- | ----------- | ---- | ---- |
| 400 mètres | 45 s 42     |      | 1987 |